# Ларрі Гаф
Ларрі Гаф (англ. Larry Hough, 4 квітня 1944) — американський академічний веслувальник.
Срібний призер Олімпійських Ігор 1968 року в складі розпашної двійки без стернового, учасник 1972 року.
Переможець Панамериканських ігор 1967 року в складі розпашної двійки без стернового.
Чемпіон Європи 1967, 1969 років у складі розпашної двійки без стернового.